# Shupiyan
Shupiyan (en cachemir: शोपियां ) es una localidad de la India capital del distrito de Shupiyan, en el estado de Jammu y Cachemira.

## Geografía
Se encuentra a una altitud de 2058 m s. n. m. a 48 km de la capital estatal, Srinagar, en la zona horaria UTC +5:30.

## Demografía
Según el censo de 2011 contaba con una población de 16 360 habitantes, 85% musulmanes y 13% hinduistas.